# OpenBSC

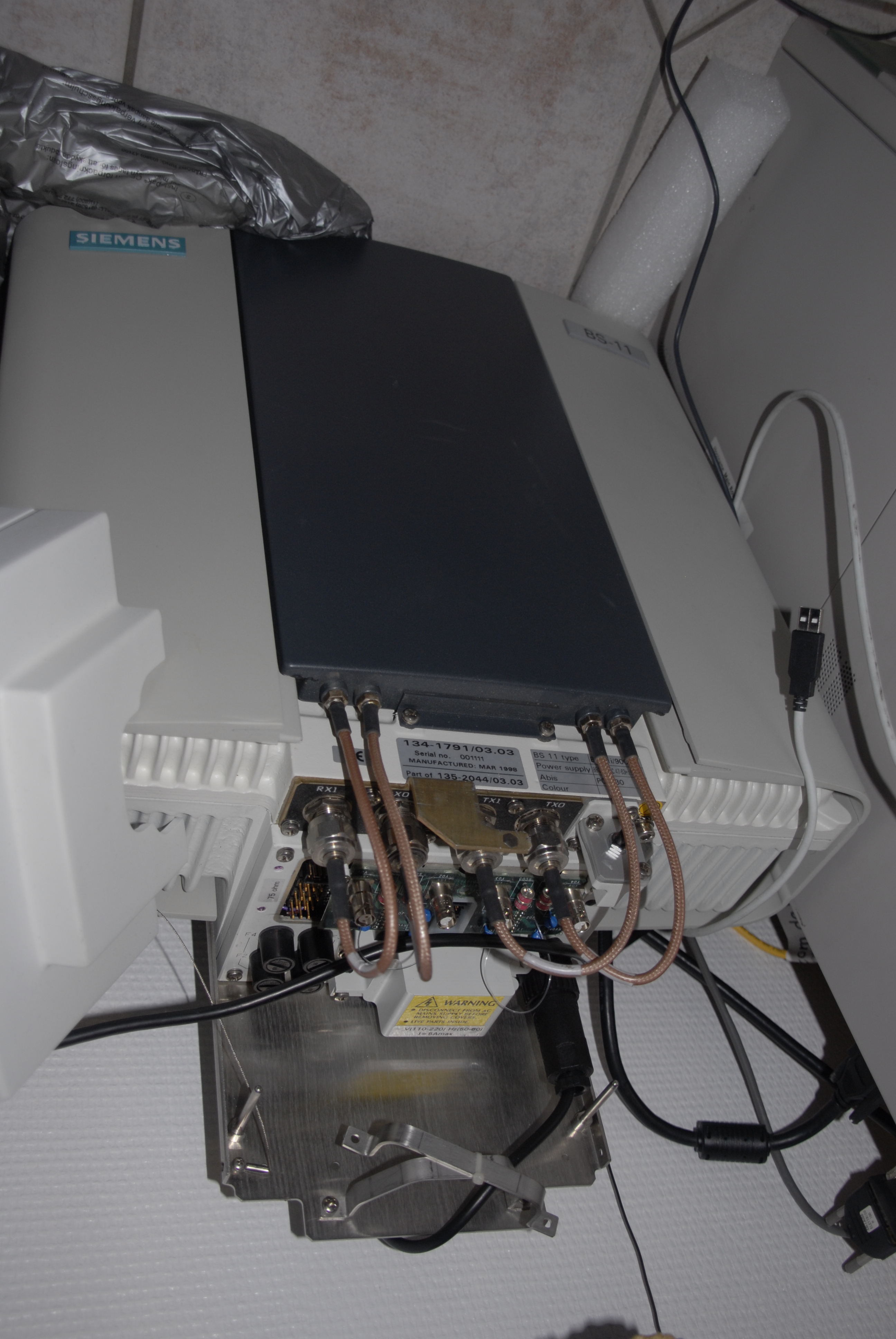
BS11µBTS von Siemens

OpenBSC war ein Projekt zur Entwicklung einer Freie-Software-Implementierung des A-bis-Protokolls (GSM-Protokoll zwischen BTS und BSC) für einen Base Station Controller (BSC) für GSM-Netze.
Es lief auf Linux und benötigte eine E1-Schnittstelle (ISDN-Primärmultiplexanschluss, über mISDN).
Es wurde von Holger Freyther und Harald Welte mit Hilfe von Dieter Spaar unter der GPL (≥v2) in C entwickelt.
Die Entwicklung geschah zunächst anhand der GSM-Spezifikation 08.5x und 12.21, eines Kommunikationsmitschnittes als Beispieldaten und einer Base Transceiver Station (BTS, BS-11 MicroBTS von Siemens).
Die erste Veröffentlichung des Projektes fand auf dem Chaos Communication Congress 2008 (25c3) statt.
Dort wurde das Projekt auch im Vortrag Running your own GSM network öffentlich gemacht.
Mittlerweile wird OpenBSC nicht mehr gepflegt und wurde durch neuere Software ersetzt (OsmoBSC, OsmoMSC, OsmoHLR in der Gruppe der Osmocom-Programme, die Komponenten der Mobilfunknetz-Infrastruktur implementieren).

## Funktionen
OpenBSC implementiert viele Komponenten jenseits Base Transceiver Station – Base Station Controller, Mobile Switching Center, Authentisierungszentrale, Home- und Visitor Location Register (in einer SQL-Tabelle) und SMS Switching Center.
Damit beherrscht die Software z. B. SMS-Versand und das Durchstellen von Gesprächen.
OpenBSC kann über eine Telnet-Schnittstelle konfiguriert werden.

## Aktuell unterstützte BTS-Hardware
Es wurden softwareseitig folgende BTS-Hardware unterstützt:
- BS11 mikro BTS von Siemens (E1-Primärmultiplex-Schnittstelle)
- ip.access nano BTS (PoE-Schnittstelle)